# Eucharius Gottlieb Rink
Eucharius Gottlieb Rink (1670. augusztus 11. – 1745. február 9.) német jogász, heraldikus, numizmatikus, császári tanácsos. A neve előfordul Rinck, Rinckius, Rinkius alakban is. A Rink von Dorstig családból származott, mely a 15. században kapott nemességet.
A lipcsei egyetemen 1687-től filozófiát, politikatörténetet és államjogot tanult, majd tanulmányait 1690 körül az altorfi egyetemen folytatta, ahol 1707-ben a német államjog tanára lett. A fiatal Loewenstein-Wertheim gróf udvarmestereként sokat utazott. 1708-ig Bécsben tartózkodott, ahol a birodalmi lovagság jogi, irodalmi és történeti összefüggéseivel foglalkozott, amivel elnyerte a főhercegi ház jóindulatát. Császári lovassági parancsnok lett, de ezt terhesnek találta, mert közben tudományos munkásságával is foglalkoznia kellett és 1701-ben adta ki traktátusát az éremhasználatról. A barátai ösztönzésére visszatért az altorfi egyetemre, ahol haláláig tanított. 1709-ben megnősült és ledoktorált, majd 1732-ben valóságos császári tanácsossá nevezték ki. 1739-ben felvették a porosz királyi tudományos társaságba. Jelentősek voltak érem- és címertani gyűjteményei.
Heraldikai tanulmányaihoz régi pecséteket vizsgált és azt a nézetet vallotta, hogy a címerek Németországban jöttek létre. Új vonalkázásos színjelölést alkotott (1726) a szürke (Eisen) és a természetes szín (Naturfarbe) számára.

## Művei
- J. J. Mandata Cum Et Sine Clausula. Eucharius Gottlib Rink. – Altdorfii Noricorum : Meyer, 1697
- De Carrociis : Ex Iure Militari Medii Aevi. Eucharius Gottlib Rink. – Altdorfii Noribergensium : Kohles, 1700
- De Veteris Nvmismatis Potentia Et Qvalitate Lucubratio : occasione Rubricæ Codicis de eodem Argumento; sive Cognitio Totivs Rei Nvmariae Ad Intelligentiam Ivris Accommodata ; Accessit Dissertatio Ivridica De Nvmo Vnico, Cum multis aliis cognitioni Numorum conducentibus. Eucharius Rink. – Lipsiae, 1701
- Relation von dem Kaiserlichen Hofe zu Wien. Köln, 1705 digitalizált változat
- Leopolds des Großen, Römischen Käysers, wunderwürdiges Leben und Thaten : aus geheimen Nachrichten eröffnet. Eucharius Gottlieb Rink. – Leipzig : Fritsch, 1708
- Leopolds des Großen, Römischen Käysers, wunderwürdiges Leben und Thaten : aus geheimen Nachrichten eröffnet. Eucharius Gottlieb Rink. Leipzig, Bey Thomas Fritsch, I-II. 1708
- Ludewigs des XIV. Königes in Franckreich wunderwürdiges Leben oder Steigen und Fall. Eucharius Gottlieb Rinck. – Franckfurt : Riegel, 1709
- Das verwirrte Pohlen : In einer genauen Gegeneinanderhaltung der Geschichte des vorigen und jetzigen schwedischen Kriegs vorgestellet … ; Diesem ist beigefügt eine Beschreibung aller polnischen und litthauischen Hertzoge und Könige nebst des Landes Städte und Provinzen. Eucharius Gottlieb Rink. – Franckfurth : Riegel, 1711
- Analecta Historica De Origine Electorvm / Proponvnt Evcharivs Gottlib Rink Et Jacob Gottlib Linck Anno CICICCCXII Die XIV Maii. Rink, Eucharius Gottlieb és Linck, Jacob Gottlieb (1693-1761) AltorfI Noribergensivm Typis Kohlesii Acad. Typ., 1712
- Josephs des Sieghafften Röm. Käysers Leben und Thaten : In zwey theile abgefasset, und mit bildnißen gezieret. Eucharius Gottlieb Rink. – Cölln, 1712
- Josephs des Sieghafften Röm. Käysers Leben und Thaten : In zwey theile abgefasset, und mit bildnißen gezieret. Eucharius Gottlieb Rink, Cölln, I-II. 1712
- Leopolds des Großen, Römischen Käysers, wunderwürdiges Leben und Thaten : aus geheimen Nachrichten eröffnet. Eucharius Gottlieb Rink. – Aufs neue gedr. u. um vieles verm. – Cölln, 1713
- Leopolds des Großen, Römischen Käysers, wunderwürdiges Leben und Thaten : aus geheimen Nachrichten eröffnet. Eucharius Gottlieb Rink, Cölln, I-IV. 1713
- Dissertatio Academica De Speculo Saxonico Fonte Iur. Sax. Communis Vulgo vom Sachsen-Spiegel. Eucharius Gottlib Rink. – Altorfii : Kohles, 1718
- Dissertatio Academica De Speculo Saxonico Fonte Iur. Sax. Communis Vulgo vom Sachsen-Spiegel. Eucharius Gottlib Rink. – Altorfii : Kohles, 1718
- De eo quod iustam est circa Galeam. Helmstedt, 1726
  - 2. kiadása: De Eo Quod Iustum Est Circa Galeam / Eucharius Gottlib Rink [Präses]; Christoph. Andreas de Im-Hof [Resp.]. Altorfii Noric. : Grebner, 1742
- Dissertatio Iuridica De Clypeorum Ratione Habenda In Feudis Alienandis. Eucharius Gottlib Rink. – Altorfii : Kohles, 1731
- Eucharii Gottlib Rinck … De Imperatoribus Primis Perpetuis Ac Solis Academiarum In Germania Autoribus : Anno M D CC XXIII. Publice Defensa Nunc Vt Multorum Desideriis Satisfiat Adcurate Recusa.  Eucharius Gottlib Rinck. – Recusa. – Lipsiae : Trog, 1736
- Eucharii Gottlib Rinckii … Commentatio Iuridica De Clypeorum Ratione Habenda In Feudis Alienandis : Daß man in Veräusserung der Lehngüter auf die Heerschilde zu sehen habe. Eucharius Gottlib Rinckius. – [S.l.], 1746
- Bibliotheca Rinckiana : seu supellex librorum … qvos per omnia scientiarum genera collegit … Eucharius Gottlieb Rinck … cum præfatione Adami Friderici Glafey … accedit index locupletissimus. Adamus Fridericus Glafey. – Lipsiae : Fritsch, 1747